# Chamaecostus
Chamaecostus es un género con siete especies de plantas fanerógamas perteneciente a la familia Costaceae. Es originario del sur de América. tropical.

## Especies seleccionadas
- Chamaecostus congestiflorus (Rich. ex Gagnep.) C.D.Specht & D.W.Stev.
- Chamaecostus curcumoides (Maas) C.D.Specht & D.W.Stev.
- Chamaecostus cuspidatus (Nees & Mart.) C.D.Specht & D.W.Stev.
- Chamaecostus fragilis (Maas) C.D.Specht & D.W.Stev.
- Chamaecostus fusiformis (Maas) C.D.Specht & D.W.Stev.
- Chamaecostus lanceolatus (Petersen) C.D.Specht & D.W.Stev.
- Chamaecostus subsessilis (Nees & Mart.) C.D.Specht & D.W.Stev.